# Ollósfarkú fecske
Az ollósfarkú fecske (Psalidoprocne obscura) a verébalakúak (Passeriformes) rendjébe, ezen belül a fecskefélék (Hirundinidae) családjába és a Psalidoprocne nembe tartozó faj. 17 centiméter hosszú. Benin, Bissau-Guinea, Burkina Faso, Gambia, Elefántcsontpart, Ghána, Guinea, Kamerun, Libéria, Mali, Nigéria, Sierra Leone, Szenegál és Togo alacsonyan fekvő, vízhez közeli területein él. Rovarevő. Az esős évszakban költ, fészkét meredek oldalakba ásott üregekbe készíti.

## Fordítás
- Ez a szócikk részben vagy egészben  a   Fanti saw-wing című angol Wikipédia-szócikk fordításán alapul.  Az eredeti cikk szerkesztőit annak laptörténete sorolja fel. Ez a jelzés csupán a megfogalmazás eredetét és a szerzői jogokat jelzi, nem szolgál a cikkben szereplő információk forrásmegjelöléseként.